# 淺堤
淺堤是來自臺灣高雄市的樂團，使用台語及華語創作歌曲，現由主唱兼吉他手依玲、貝斯手方博、鼓手堂軒、吉他手紅茶組成活動中。
成團之初發行手工Demo《Demo. 1》後，便以其中〈怪手〉一曲入圍2016年第七屆金音創作獎最佳搖滾單曲獎。由主唱依玲擔任主要詞曲創作者，歌曲多取材自對社會的觀察與感受，使用華語與台語書寫。

## 簡歷
- 2015年3月，由依玲、紅茶、大冠，三人組成蔡依玲樂隊。
- 2015年10月，舉辦「共同經驗」北中南巡迴。
- 2015年11月，鼓手大冠為服兵役暫別，並由大象體操嘉欽代打鼓手一職。
- 2016年2月，來自少年白的方博加入淺堤負責貝斯手。
- 2016年4月，樂團更名為淺堤。
- 2016年5月，與電影《給親愛的孩子》舉辦聯合小巡迴，發行手工demo《Demo. 1》[2]。
- 2016年9月，舉辦「已是蜃景」北中南巡迴[3]。
- 2016年9月，以〈怪手〉入圍第七屆金音獎最佳搖滾單曲獎[4]。
- 2017年9月，發行首張單曲《湯與海》，與 Easy Shen 共同製作，並舉辦專輯巡迴[5]。
- 2019年2月，鼓手堂軒加入。
- 2019年8月，晚間8點於 Facebook 首播〈陷眠〉MV，並宣佈展開單曲巡迴演出北、南、中三城市[6]。
- 2019年9月，在 KKBOX、Spotify、Apple Music 等各大音樂串流網站上架《陷眠》新單曲[7]。
- 2020年6月18日，發行首張專輯《不完整的村莊》。
- 2020年8月26日，發行《Live At 寶藏巖》Live EP。
- 2020年9月，完成《不完整的村莊》發片巡迴，也是淺堤首次全台千人巡演，共三場次，分別於高雄 LIVE WAREHOUSE、臺中 Legacy 及臺北 Legacy。
- 2020年10月，《不完整的村莊》入圍第十一屆金音創作獎最佳搖滾專輯獎。
- 2021年3月16日，發行單曲〈青春咱的夢〉，淺堤為公視台語台節目《青春！咱的夢》創作的主題曲。
- 2021年12月1日，發行第二張專輯《婚禮之途》
- 2022年2月22日，發行《Live On 臺華輪》Live EP。
- 2022年2月-3月，完成《婚禮之途》發片千人巡迴，分別於高雄 LIVE WAREHOUSE、臺中 Legacy 及新北 Zepp New Taipei。
- 2022年5月10日，發行首支跨國單曲〈夜晚的牠知道 feat. Joh Ung〉，與韓國樂團 Goonam 主唱 Joh Ung（趙雄）共同編寫。
- 2024年1月24日，發行單曲《不要煩》。
- 2024年參加樂團實境選秀節目一起聽團吧！
- 2024年7月23日，發行單曲《好不容易我變了》。

## 音樂作品

### 專輯
- 《不完整的村莊》（2020）
- 《婚禮之途》（2021）

### EP
- 《湯與海》（2017）

### 單曲
- 《Demo. 1》（2016）
- 《陷眠》（2019）
- 《青春咱的夢》（2021）
- 《夜晚的牠知道（Feat. Joh Ung）》（2022）
- 《西邊（方博版）》（2023）
- 《不要煩》（2024）
- 《好不容易我變了》（2024）

## 演出

### 2020年
- 12/19 好了啦！超大聲 II
- 12/28 跨百光年海上舞台x文化遊艇

### 2021年
- 2/19 【衛武營小時光】淺堤《什麼事都沒發生》
- 4/24 所謂音樂祭
- 8/27 陰涼祭
- 10/30 浪人祭
- 12/11 空總音樂綠洲：壁咚百憂解
- 12/12 紅毛港鄉親回娘家
- 12/24 誠品台北信義店講唱會
- 12/25 高雄愛河霓虹派對
- 12/26 慈湖悠樂園耶誕音樂節

### 2022年
- 2/26 蚵寮漁村小搖滾
- 2/28 共生音樂節
- 3/26 大港開唱
- 5/28 復活 ! 爛泥發芽高雄場
- 6/26 共振月台音樂祭
- 7/24 島嶼生活節
- 7/30 MLD台鋁｜2022黑潮放送音樂節｜天涼好Chill
- 8/14 高雄海洋派對
- 8/14 臺南臺語月
- 9/24 高雄城市書展｜音樂文學之夜
- 9/25 埕市鹽遊會
- 10/8 浪人祭
- 10/23 搖滾台中
- 10/29 打狗祭
- 11/6 前草創創生活節

## 獎項紀錄
| 年份   | 屆次                     | 專輯             | 獎項             | 入圍             | 結果 |
| ------ | ------------------------ | ---------------- | ---------------- | ---------------- | ---- |
| 2016年 | 第7屆金音創作獎          | 《Demo. 1》      | 最佳搖滾歌曲獎   | 〈怪手〉         | 提名 |
| 2020年 | 第11屆金音創作獎         | 《不完整的村莊》 | 最佳搖滾專輯獎   | 《不完整的村莊》 | 提名 |
| 2021年 | 第1屆 PlayMusic Awards   | 《不完整的村莊》 | 年度獨立音樂專輯 | 《不完整的村莊》 | 獲獎 |
| 2022年 | 第25屆中華音樂人交流協會 | 《婚禮之途》     | 年度十大單曲     | 〈恬恬一下仔〉   | 獲獎 |

## 外部連結
- 淺堤的Facebook專頁
- 淺堤的Instagram帳戶
- 淺堤在SoundCloud上的页面